# Bateria wędrowna
Bateria wędrowna, także bateria koczująca – pododdział artyleryjski przeznaczony do prowadzenia ognia maskującego, mającego na celu dezorientację przeciwnika co do rzeczywistego rozmieszczenia stanowisk ogniowych oraz liczebności i struktury własnych sił artyleryjskich.
Celem działania baterii wędrownej jest zakłócenie rozpoznania artyleryjskiego przeciwnika poprzez symulację aktywności ogniowej z wielu zmiennych lokalizacji. Działania tego typu realizowane są w oparciu o uprzednio opracowany plan ogniowy, przy czym ogień może być prowadzony zarówno przez całą baterię, jak i przez jej poszczególne elementy – plutony, a nawet pojedyncze działa.
Charakterystyczną cechą baterii wędrownej jest krótki czas przebywania na stanowisku ogniowym, ograniczony do okresu niezbędnego do wykonania zadania, standardowo nieprzekraczający około 10 minut. Takie podejście minimalizuje ryzyko wykrycia przez środki rozpoznawcze nieprzyjaciela. Zastosowanie tego typu jednostek było uzasadnione podczas działań obronnych, zwłaszcza na kierunkach, gdzie koncentracja własnej artylerii była ograniczona bądź jej znaczna część została przegrupowana do innych rejonów operacyjnych.
Zastosowanie w działaniach bojowych baterii koczujących (wędrownych) nasiliło się podczas II wojny światowej, na skutek użycia przez walczące strony dział samobieżnych. Działa samobieżne poruszały się wzdłuż linii frontu i prowadziły ogień z pozycji zakrytych, zmieniając co 8-10 minut swe stanowisko ogniowe. Armia Czerwona i Wojsko Polskie walczące na froncie wschodnim do tych celów najczęściej używały lekkich i średnich dział samobieżnych typu SU-76 i SU-85.  
Koncepcja funkcjonowania baterii wędrownych została ukształtowana w latach 60. XX wieku, w odpowiedzi na ówczesne możliwości taktyczno-techniczne środków rozpoznania artyleryjskiego (np. radary artyleryjskie, systemy akustyczne). 